# Nova naine
Une nova naine (calque de l'anglais dwarf nova) ou étoile variable de type U Geminorum est un type d'étoile variable cataclysmique constitué d'un système d'étoile binaire serré dont une des composantes est une naine blanche, qui accrète de la matière de sa compagne. Elles sont similaires aux novae classiques en ce sens que la naine blanche est sujette à des explosions périodiques, mais les mécanismes sont différents : les novae classiques résultent de la fusion et de la détonation de l'hydrogène accrété, tandis que la théorie actuelle suggère que les novae naines proviennent d'une instabilité dans le disque d'accrétion, quand le gaz du disque atteint une température critique qui cause un changement de viscosité, provoquant un effondrement sur la naine blanche qui émet de grandes quantités d'énergie potentielle gravitationnelle,.
Les novae naines sont différentes des novae classiques sur d'autres aspects ; leur luminosité est plus faible, et elles sont typiquement récurrentes sur une période allant de la journée à quelques décades. La luminosité des explosions augmente avec l'intervalle de récurrence ainsi qu'avec la période orbitale ; une recherche récente avec le télescope spatial Hubble suggère que cette dernière relation pourrait faire des novae naines des chandelles standards utiles pour mesurer les distances cosmiques,.
Il y a trois sous-types d'étoiles U Geminorum (UG en anglais) :
1. les variables de type SS Cygni (UGSS en anglais), qui accroissent leur luminosité de 2 à 6 magnitudes V en 1 ou 2 jours, puis retournent à leur luminosité initiale les quelques jours suivants.
2. les variables de type SU Ursae Majoris (UGSU en anglais), qui produisent des explosions plus brillantes et plus longues appelées "supermaxima" ou "super-explosions", en plus des explosions normales. Les étoiles de type SU Ursae Majoris comprennent les variables de type ER Ursae Majoris et les variables de type WZ Sagittae[7].
3. les variables de type Z Camelopardalis (UGZ en anglais), qui "s'arrêtent" temporairement à une luminosité particulière après leur pic de luminosité.

En plus des grandes explosions, certaines novæ naines montrent des augmentations de luminosité périodiques appelées super-bosses. Elles sont provoqués par des déformations du disque d'accrétion, quand sa rotation entre en résonance avec la période orbitale de la binaire.

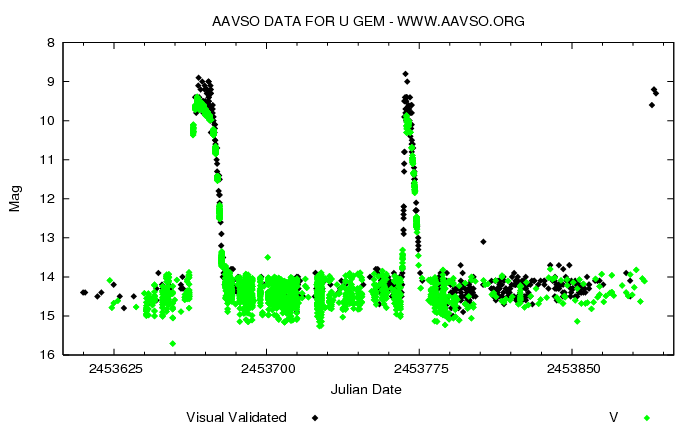
Courbe de lumière (données AAVSO) de U Geminorum (nova naine de type SS Cygni)
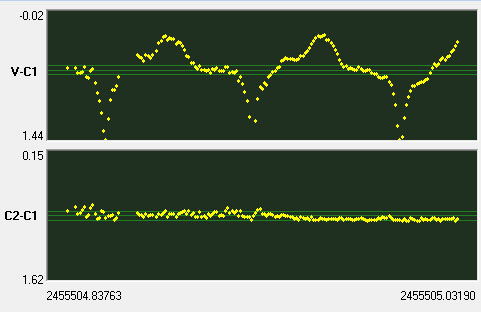
Courbe de lumière de la nova naine à éclipses HT Cassiopeiae (nova naine de type SU Ursae Majoris) durant une éruption, montrant des éclipses et des super-bosses
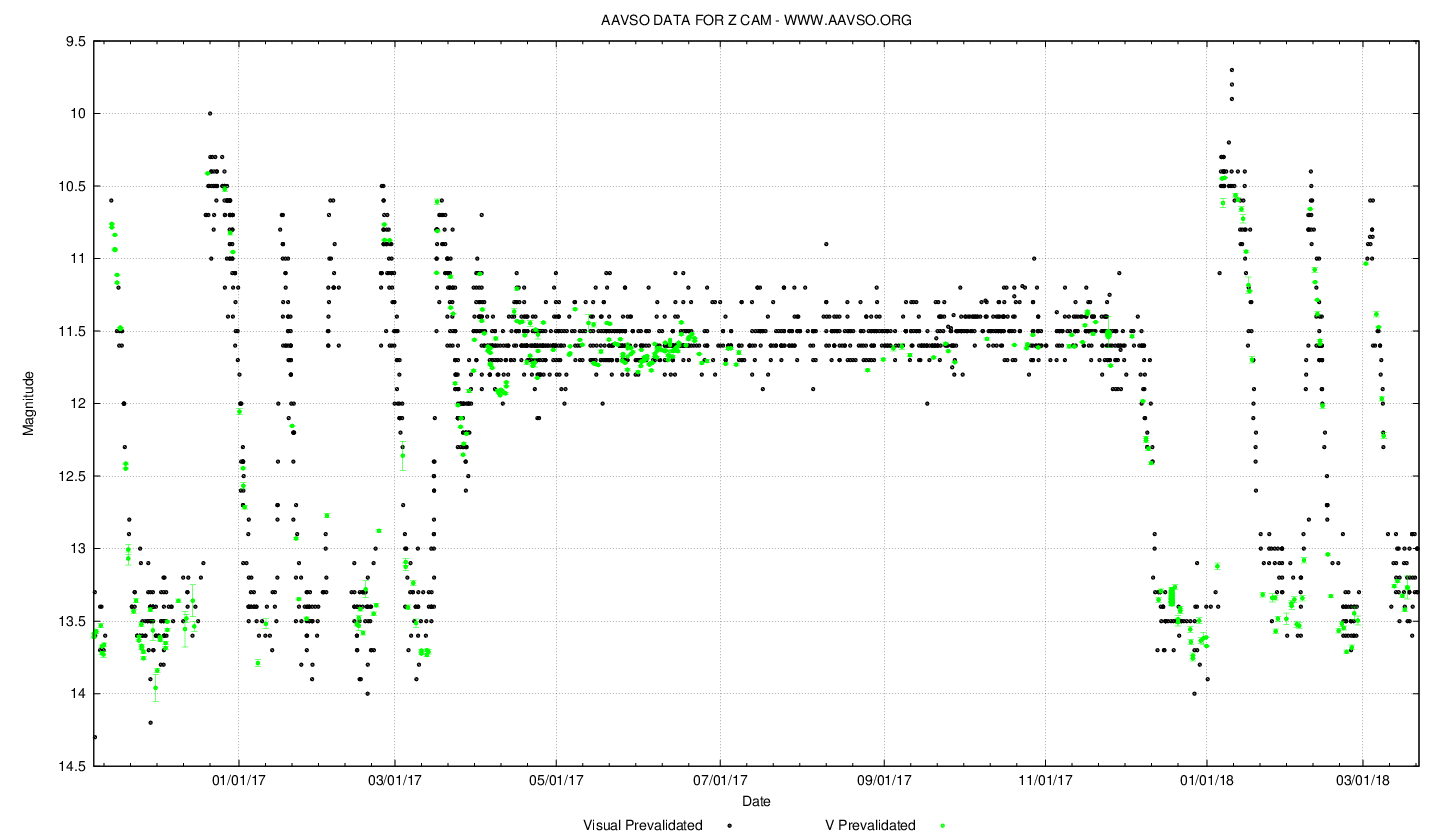
Courbe de lumière de Z Camelopardalis (nova naine de type Z Camelopardalis)